# فیشبرن
فیشبرن (به انگلیسی: Fishburn) یک روستا و محله مدنی در بریتانیا است که در County Durham واقع شده‌است. فیشبرن ۲٬۵۸۸ نفر جمعیت دارد.